# باميليا (نيويورك)
باميليا (بالإنجليزية: Pamelia, New York)‏ هي بلدة أمريكية تقع في الولايات المتحدة في مقاطعة جيفيرسون. يقدر عدد سكانها بـ 3,160 نسمة ومساحتها 91.7 كم2 وترتفع عن سطح البحر 127 متر.